# Henrik Wergeland
Henrik Arnold Wergeland (Kristiansand, 17 de junho de 1808 – Christiania, 12 de julho de 1845) foi um escritor, poeta e orador norueguês, cuja colossal personalidade dominou totalmente a literatura norueguesa na sua época. É celebrado atualmente pela poesia mas também foi um prolífico dramaturgo, ativista, historiador, arquivista, jornalista e linguista, descrito como pioneiro no desenvolvimento de uma literatura norueguesa e da cultura moderna do país.
Estudou na Katedralskole e cursou teologia na Universidade. Seu pai, Nicolai Wergeland, foi membro da assembleia criadora da Constituição norueguesa (1814). A primeira metade do século XIX constituiu para a Noruega o período de formação do país moderno e independente em todos os sentidos que seria no futuro. Wergeland, homem de ação, e de espírito revolucionário, patriota e profeta, viveu nesse período histórico, adequadíssimo à sua personalidade. Wergeland era simultaneamente racionalista e romântico, poeta político e lírico, individualista e liberal acérrimo. Queria reformas democráticas, elevar em todos os sentidos o nível das classes inferiores, incrementar a cultura e colaborar com outros países, embora sempre salvaguardando os interesses de Noruega. Wergeland e os seus patriotas tiveram um principal opositor: Welhaven e a Intelligentsia. 
Em Wergeland poesia e drama são fiel reflexo da sua personalidade e atividade. Como poeta foi o mais indisciplinado e atrevido; autodidata, o que mais o molestava era que diminuíssem a sua originalidade. Os seus primeiros poemas, Digte, Forste Ring (Poemas, ciclo primeiro, 1829), apesar dos seus defeitos, encontram-se cheios de atração devido ao seu génio, vida e brilhantes imagens. Quando Wergeland criava poesia, passava a um estado de êxtase que explica o carácter visionário, imaginativo e intenso dos seus poemas. Em 1830 publicou a sua monumental Skabelsen, Mennesket og Messias (Criação, Homem e Messias, intitulada apenas Mennesket, O homem, em 1845), com ideias racionalistas e plano romântico. A partir de 1830 Wergeland foi-se aperfeiçoando constantemente (Digte, anden Ring, 1833; Poesier, 1838) até chegar a ser no período 1840-45 o artista prolífico consumado. Spaniolen (O espanhol, 1832) é uma magnífica obra em verso, difícil e simbólica, na qual narra a atitude de um espanhol liberal, no reinado de Fernando VII, que se refugia na Noruega. 
Wergeland, poeta da natureza, deixou uma obra social, política e cultural prodigiosa; a base das suas ideias pode estar no humanismo clássico, platonismo ou liberalismo europeu. Porém, a sua mais profunda inspiração na vida e obra foi o cristianismo. 
Faleceu aos 37 anos em Oslo (então chamada Christiania). Está sepultado no Cemitério Vår Frelsers.